# Lijst van voetbalinterlands Mozambique - Zuid-Soedan
Deze lijst van voetbalinterlands is een overzicht van alle officiële voetbalwedstrijden tussen de nationale teams van Mozambique en Zuid-Soedan. De landen hebben tot op heden twee keer tegen elkaar gespeeld. De eerste ontmoeting, een kwalificatiewedstrijd voor de Afrika Cup 2015, was op 18 mei 2014 in Maputo. Het laatste duel, de returnwedstrijd in dezelfde kwalificatiereeks, werd gespeeld in Khartoem (Soedan) op 31 mei 2014.

## Wedstrijden
| № | Plaats   | Datum       | Competitie                   | Wedstrijd                | Uitslag |
| - | -------- | ----------- | ---------------------------- | ------------------------ | ------- |
| 1 | Maputo   | 18 mei 2014 | Afrika Cup 2015 kwalificatie | Mozambique − Zuid-Soedan | 5 − 0   |
| 2 | Khartoem | 31 mei 2014 | Afrika Cup 2015 kwalificatie | Zuid-Soedan − Mozambique | 0 − 0   |

## Samenvatting
| Competitie              | Totaal gespeeld | Winst Mozambique | Gelijk | Winst Zuid-Soedan | Doelsaldo Mozambique – Zuid-Soedan |
| ----------------------- | --------------- | ---------------- | ------ | ----------------- | ---------------------------------- |
| Afrika Cup-kwalificatie | 2               | 1                | 1      | 0                 | 5 − 0                              |
| Totaal                  | 2               | 1                | 1      | 0                 | 5 − 0                              |

FMF · 
A-internationals · 
Mozambikaans vrouwenelftal
1970 – 1979 · 
1980 – 1989 · 
1990 – 1999 · 
2000 – 2009 · 
2010 – 2019 ·
2020 − 2029
Afrika Cup 1986 · 
Afrika Cup 1996 · 
Afrika Cup 1998 · 
Afrika Cup 2010
Algerije ·
Angola ·
Benin ·
Botswana ·
Burkina Faso ·
Centraal-Afrikaanse Republiek ·
Comoren ·
Congo-Brazzaville ·
Congo-Kinshasa ·
Egypte ·
Eritrea ·
Ethiopië ·
Gabon ·
Ghana ·
Guinee ·
Guinee-Bissau ·
Ivoorkust ·
Kaapverdië ·
Kameroen ·
Kenia ·
Lesotho ·
Libië ·
Madagaskar ·
Malawi ·
Mali ·
Marokko ·
Mauritanië ·
Mauritius ·
Namibië ·
Niger ·
Nigeria ·
Oeganda ·
Oman ·
Portugal ·
Rwanda ·
Senegal ·
Seychellen ·
Soedan ·
Somalië ·
Swaziland ·
Tanzania ·
Togo ·
Tunesië ·
Vietnam ·
Zambia ·
Zimbabwe ·
Zuid-Afrika ·
Zuid-Soedan
SSFA · Zuid-Soedanees vrouwenelftal
Interlands
Tegenstander:
Benin ·
Botswana ·
Burkina Faso ·
Burundi ·
Congo-Brazzaville ·
Congo-Kinshasa ·
Djibouti ·
Egypte ·
Equatoriaal-Guinea ·
Ethiopië ·
Gabon ·
Gambia ·
Jordanië ·
Kameroen ·
Kenia ·
Malawi ·
Mali ·
Mauritanië ·
Mozambique ·
Oeganda ·
Oezbekistan ·
Rwanda ·
Sao Tomé en Principe ·
Senegal ·
Seychellen ·
Soedan ·
Somalië ·
Togo ·
Zuid-Afrika